# Greci (region Kampania)
Greci – miejscowość i gmina we Włoszech, w regionie Kampania, w prowincji Avellino.
Według danych na 1 stycznia 2022 roku gminę zamieszkiwało 590 osób (290 mężczyzn i 300 kobiet).